# Cecidomyiinae
Sous-famille
Les Cecidomyiinae sont une sous-famille d'insectes diptères nématocères de la famille des Cecidomyiidae. Comprenant de nombreux genres, elle est subdivisée en super-tribus et tribus.

## Liste des super-tribus
Selon BioLib (19 avr. 2014)
- Brachineuridi
- Cecidomyiidi
- Lasiopteridi
- Stomatosematidi

## Liste des tribus
- Alycaulini
- Aphidoletini
- Asphondyliini
- Brachineurini
- Cecidomyiini
- Clinodiplosini
- Lasiopterini
- Ledomyiini
- Lestodiplosini
- Mycodiplosini
- Oligotrophini
- Rhizomyiini
- Trotteriini